# 涼宮ハルヒの獄音
『涼宮ハルヒの獄音』（すずみやハルヒのごくおん）は、2016年7月9日に立川シネマシティと塚口サンサン劇場で開催された、テレビアニメ『涼宮ハルヒの憂鬱』第1期シリーズの劇場上映イベントである。

## 概要
テレビアニメ『涼宮ハルヒの憂鬱』放送開始10周年を記念して開催された第1期シリーズ一気見極上音響上映会。テレビアニメ『涼宮ハルヒの憂鬱』第1期14話を劇場独自の音響システムを使用し、音響面が強化されて行われた"極音上映"。立川シネマシティではキャスト登壇によるトークショーも行われた。またニコニコ生放送にてイベントの模様が配信された。12月に発売された「涼宮ハルヒの大成 Super Blu-ray BOX」の特典映像に獄音のイベントの模様が収録されている。

## 特徴
- 時系列順での上映
- 一気見仕様としてOPとEDは最初と最後のみ
- 音響を5.1chバージョンとして再構成

本編の上映前には涼宮ハルヒ(CV:平野綾)による会場アナウンスが行われた他、原作者の谷川流、いとうのいぢのコメントが流れた。
『涼宮ハルヒの獄音』では事前にTVシリーズで音響監督を担当した鶴岡陽太監修によりOP、通常パート、ライブアライブの音楽シーン、射手座の日の戦闘シーン、EDとで音響調整が行われている。
「涼宮ハルヒの大成 Super Blu-ray BOX」で第1期シリーズを獄音と同じ5.1chバージョンに音響を再構成したものが収録された。

## トークショー登壇者
司会：白石稔（谷口役）
- 茅原実里（長門有希役）
- 後藤邑子（朝比奈みくる役）
- 松岡由貴（鶴屋さん役）
- 桑谷夏子（朝倉涼子役）

## 反響
チケットの販売では約450席を求めて、10000人もの応募者が殺到した。一般販売では発売開始後10秒以内にアクセスしても買えなかった人もいたという人気ぶりだった。
また監修を担当し、音響調整に立ち会った鶴岡陽太は「ライブアライブ」で、テレビ素材でありながらナマさながらの音を鳴らすことが出来たことを大変喜んだという。